# Carvallar de San Justo

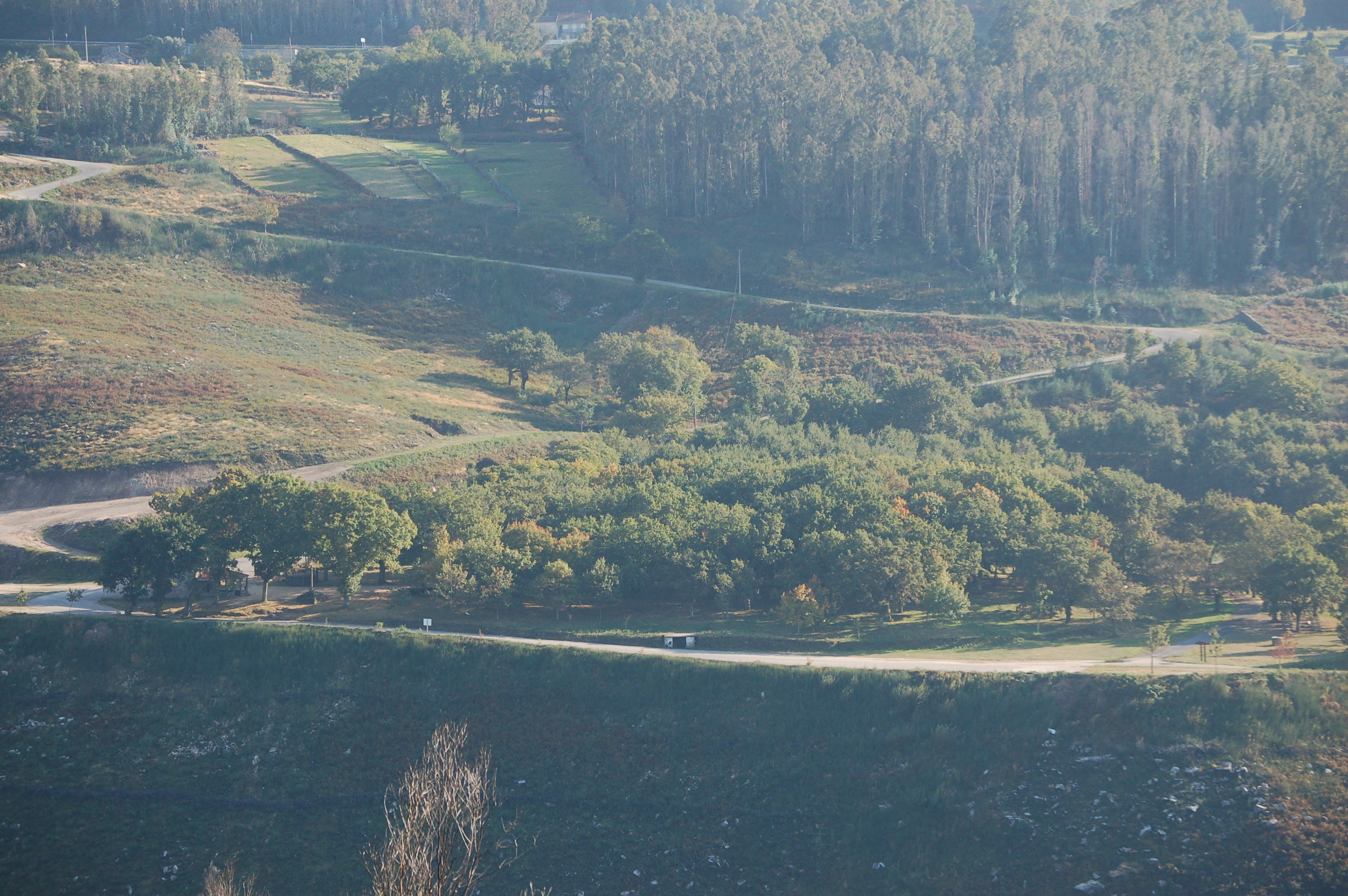
Carvallar de San Justo.

La Carballeira de San Xusto es un robledal que se encuentra en la parroquia de San Xurxo de Sacos (Cerdedo-Cotobade), en una loma sobre lo río Lérez.

## Características

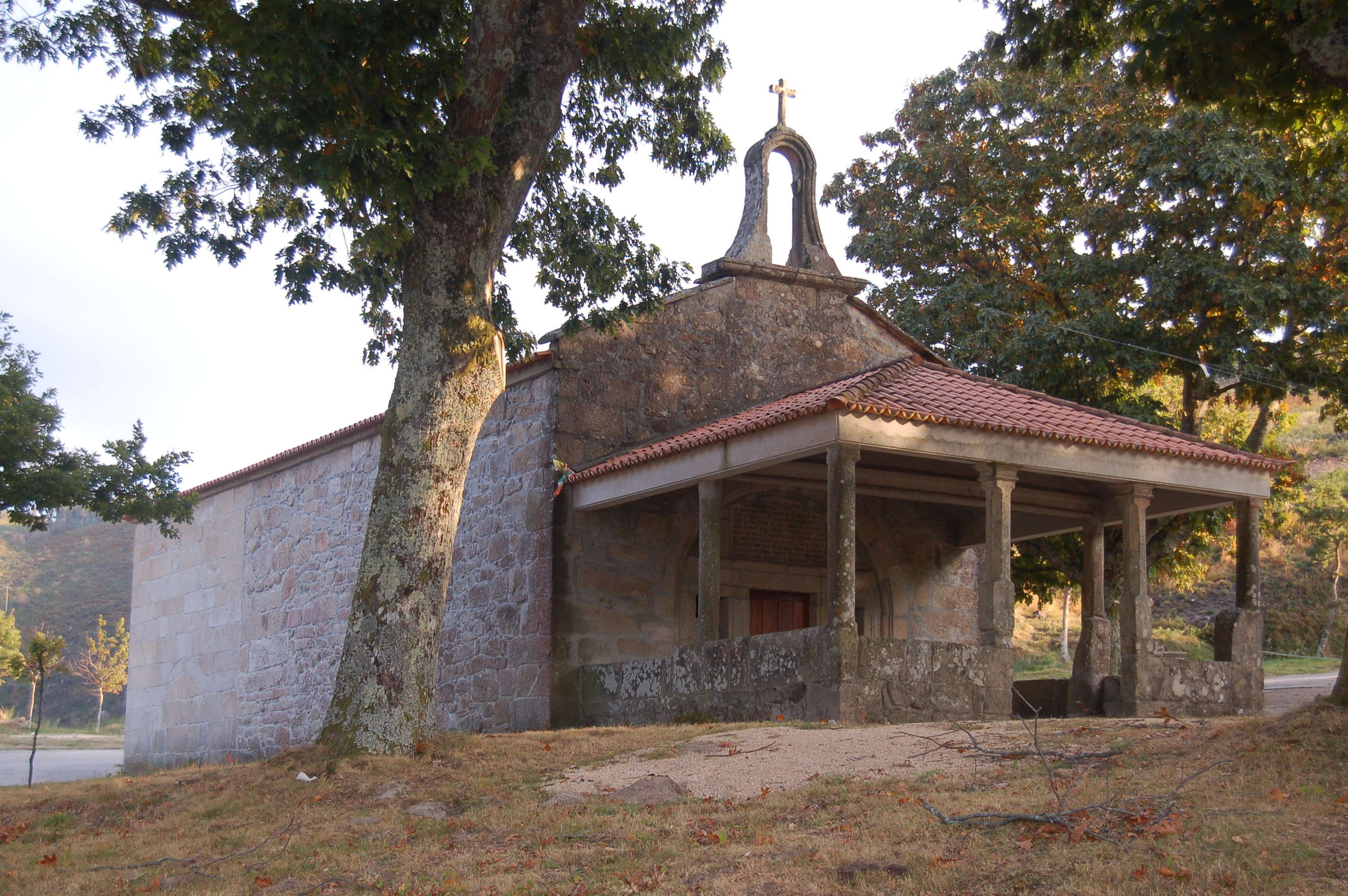
Capilla de los Santos Justo y Pastor.

El carvallar de San Justo es un lugar tradicional de encuentro y referencia de leyendas y cuentos. Contiene robles centenarios además de castaños y robles americanos. De una amplia extensión en el pasado, hoy se encuentra muy mermada.
Entre 1990 y 1996 hubo un conflicto por la propiedad del carvallar entre los vecinos de la parroquia de San Jorge de Sacos y la archidiócesis de Santiago de Compostela. El 6 de junio de 1990 el párroco Manuel Lorenzo efectuó en Puentecaldelas el registro a nombre de la Iglesia de este espacio y del monte de Lixó. Tras varios actos de protesta, durante años de enfrentamiento, la Audiencia Provincial y el Tribunal Supremo ratificaron la resolución dictada por un juzgado de instrucción que daba la razón a los vecinos. La propiedad del carvallar es de la Comunidad de Montes de la parroquia.
Durante la ola de incendios de 2006 un fuerte incendio bajó desde Cerdedo a Pontevedra siguiendo la orilla del río Lérez, y pasó junto al carvallar el 5 de agosto. Los vecinos que celebraban la romería tuvieron que marchar deprisa, bien para escapar del fuego, bien para ayudar a apagarlo. Finalmente el carvallar se salvó. Un devoto de los Santos Justo y Pastor, en agradecimiento, trajo a las fiestas de los años siguientes cantantes de fama, como Manolo Escobar, Bertín Osborne o David Bustamante, que acercaron millares de personas al carvallar.

## Patrimonio arquitectónico

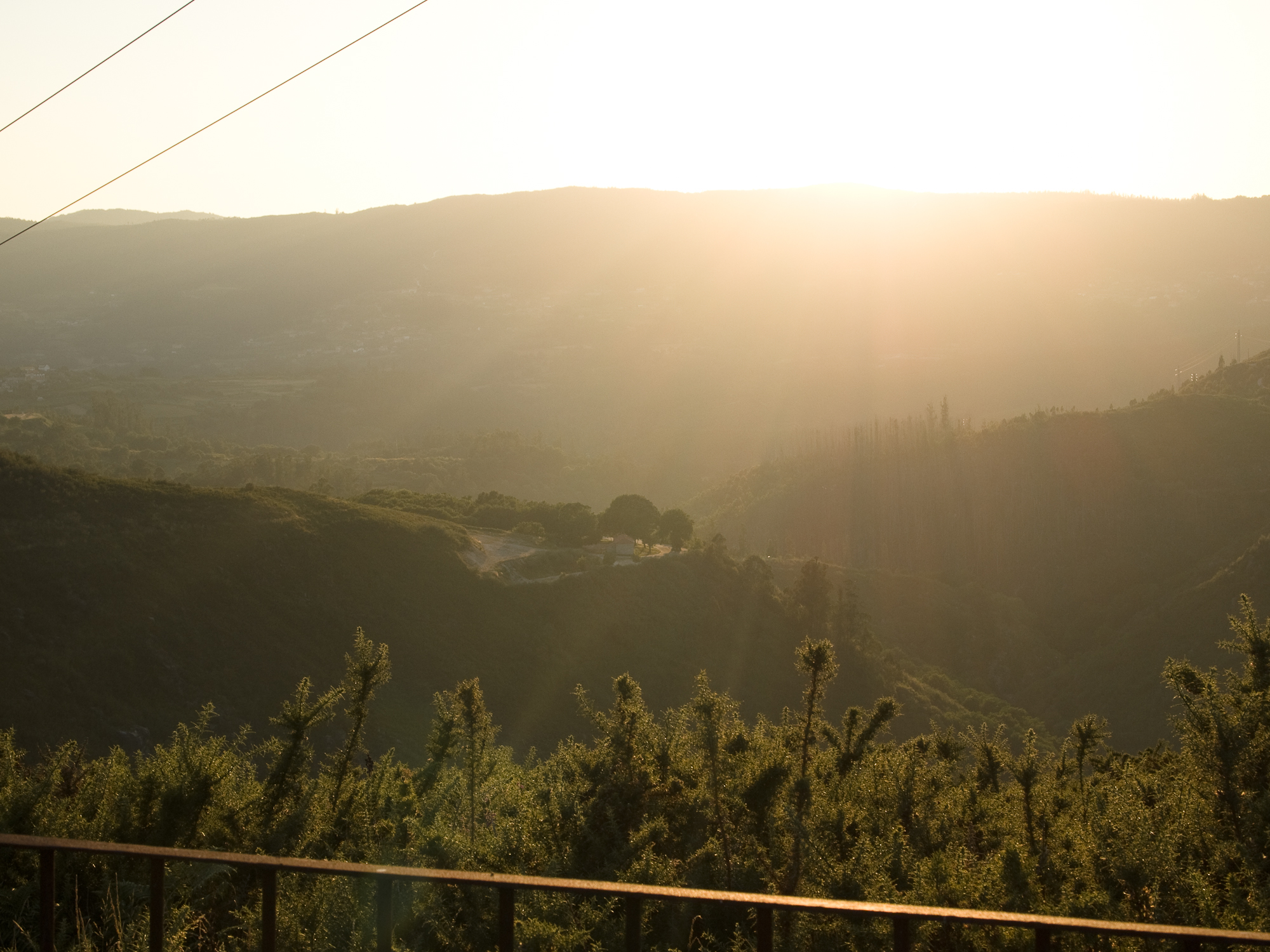
Carvallar de San Justo.

Está presidida por un crucero y una capilla, en la que los días 5 y 6 de agosto se celebra la romería de los Santos Justo y Pastor. Antiguamente se celebraba en el carvallar la danza de las espadas y los jóvenes de la zona iban a la caza de cabras salvajes descolgándose sobre los acantilados del valle. El vecindario y la gente llegada en peregrinación participaba en la procesión del santo por los lugares de la parroquia, en la que además de las imágenes de diferentes santos, se portaba el estandarte de la Sociedad de Agricultores de San Jorge de Sacos, fundada en 1903. Algunos de los peregrinos iban ofrecidos, llevando ataúdes y ofrendas para subastar por ellas.
La pequeña ermita conserva el presbiterio cubierto, del siglo XV o XVI, con bóveda de nervaturas. La nave es del siglo XVIII. Sobre la puerta principal hay una piedra con la siguiente inscripción:

San Justo y San Pastor. Feliz recordación a todos los fieles devotos que quieran aprovecharse de los grandes privilegios que están concedidos a este santuario por el pontífice Clemente obispo el año de 1712. Tienen indulgencia plenaria i remisión de todos sus pecados confesando i comulgando el día 6 de agosto en la última dominic del mismo más los días de la Asunción de Nuestra Señora el día 8 de septiembre más dos del año según la bula que está en este santuario también tiene el privilegio para poner ester señor manifiesto el día 6 de agosto todos los años.

Sobre una puerta en el lateral sur hay otra piedra con la siguiente inscripción:

Esta puerta tragaluz y más reparos se hicieron con una buena lismosna que dio Don Joaquín Antonio Torrado y su muger Doña María Francisca Feyxo vecinos de Fefinans. Año de 1820.

En junio de 2007 se inauguró una estatua en memoria de la lucha vecinal, concebida por el escultor Alfonso Vilar y rematada por el alumnado de la Escuela de Canteros de Poyo. La escultura incluye la siguiente inscripción:

Carballeira do San Xusto / carballeira enramada. / ¡Ao pé dous teus cen carballos / plantei a miña palabra! / 1990-1996